# 副魣竺鮨
副魣竺鮨，為輻鰭魚綱鱸形目鱸亞目鮨科的其中一種，分布於中西大西洋的百慕達群島海域，棲息深度可達79公尺，體長可達8.4公分，生活在礁石區，為底棲性魚類，屬肉食性，生活習性不明。